# Profsojoeznaja
Profsojoeznaja (Vakbond Russisch: Профсоюзная uitspraakⓘ) is een station aan de Kaloezjsko-Rizjskaja-lijn van de Moskouse metro. Het station werd geopend als onderdeel van de Kaloezjsko-radius en werd genoemd naar de bovenliggende straat. Tijdens de bouw werd de naam Lomonosovskaja gehanteerd. 

## Ligging en inrichting
Het station kent geen bovengronds toegangsgebouw maar is toegankelijk via voetgangerstunnels onder de straat. Zowel ten noorden als ten zuiden van het Titoplein zijn aan elke kant van de straat twee trappen. Het ondiep gelegen zuilenstation op 7 meter diepte heeft twee rijen van 40 kolommen van gewapend beton met grijs gestreept marmer. Het perron bestaat uit rood en zwart graniet, terwijl de tunnelwanden zijn betegeld in een ruitvormig patroon. Het is een van de soberste metrostations van Moskou. 

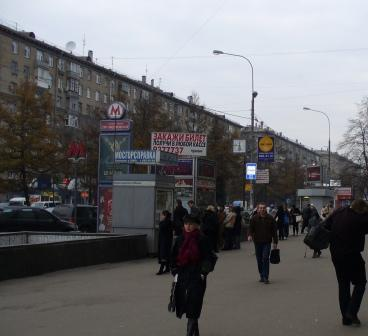
De toegang tot het station
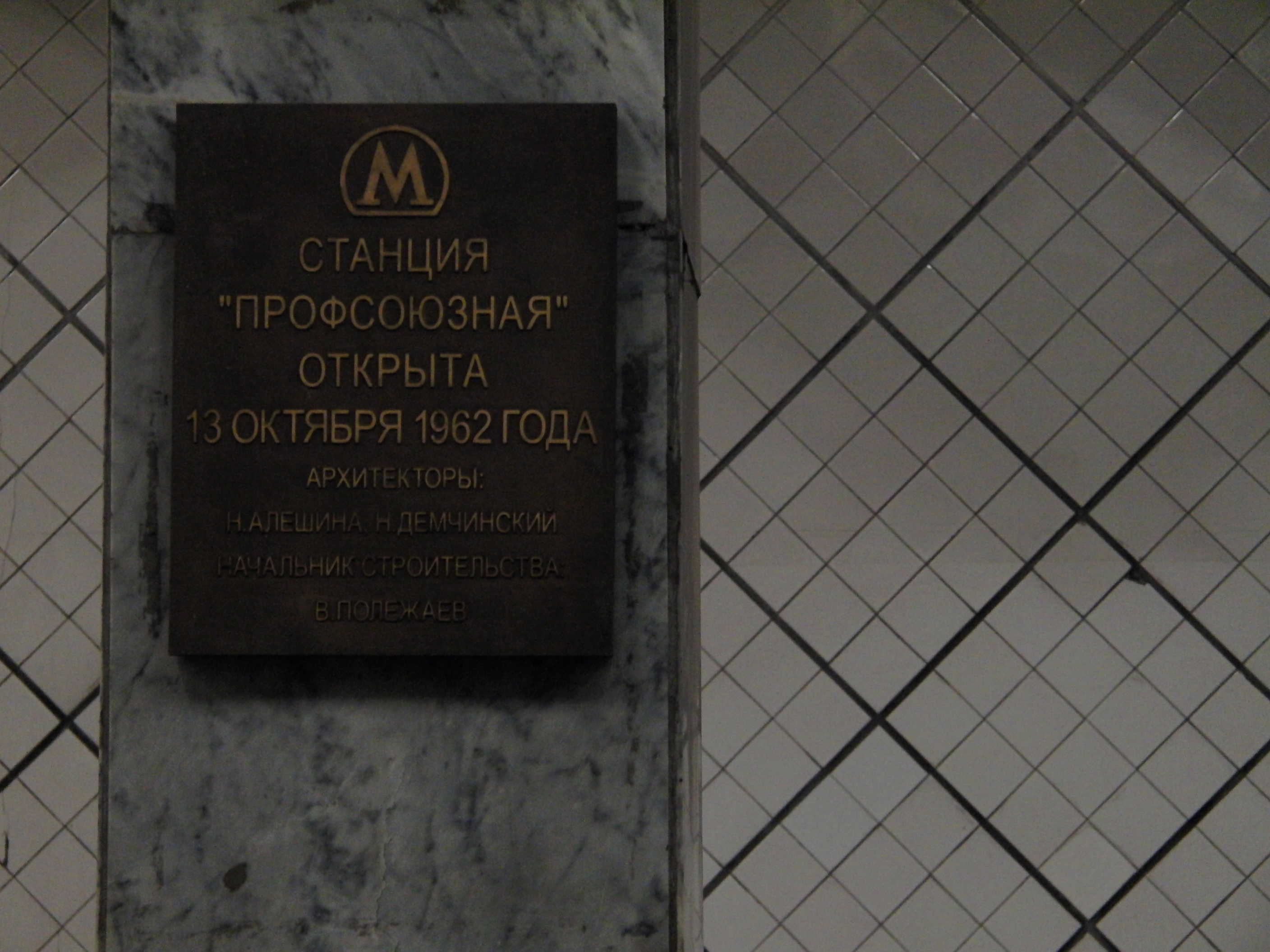
Het officiële naambord
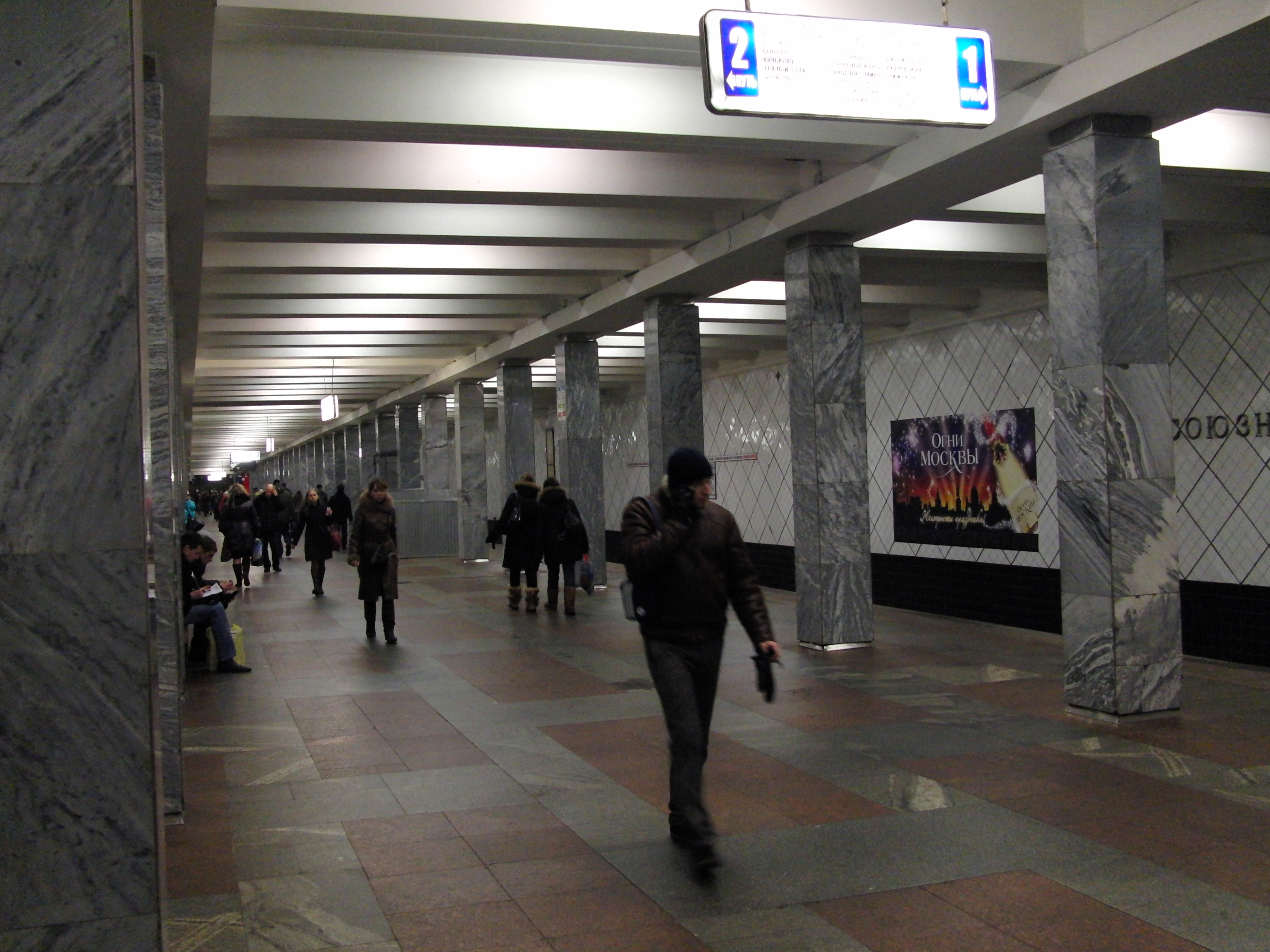

## Metroverkeer
In maart 2002 werden 72.300 reizigers per dag geteld. De eerste trein naar het zuiden vertrekt op even werkdagen om 6:05 uur, op oneven werkdagen om 6:06 uur. In het weekeinde is dit respectievelijk 6:08 uur en 6:07 uur. Naar het centrum rijdt de eerste trein naar het noorden om 5:37 uur, in het weekeinde op even dagen is het om 5:40 en op oneven dagen om 5:36 uur.  